# Jean Rossius
Jean Rossius (Cerexhe-Heuseux, Soumagne, 27 de diciembre de 1890 - Lieja, 2 de mayo de 1966) fue un ciclista belga que corrió entre 1913 y 1930. En su palmarés destacan 5 etapas del Tour de Francia y un campeonato nacional en ruta.

## Palmarés
1914
- - Vencedor de 2 etapas al Tour de Francia

1919
- - Campeón de Bélgica en ruta 
  - 1.º en la Lieja-Malmedy-Lieja
  - Vencedor de una etapa al Tour de Francia

1920
- - 1.º en la Retinne-Spa-Retinne
  - Vencedor de 2 etapas al Tour de Francia

1922
- - 1.º en la París-St.Etienne

1923
- - 1.º en el Gran Premio Sporting

### Resultados al Tour de Francia
- 1913. Abandona (7.ª etapa)
- 1914. 4.º de la clasificación general, vencedor de 2 etapas y trae el maillot amarillo durante 4 etapas
- 1919. Abandona (3.ª etapa), vencedor de una etapa y maillot amarillo durante 1 etapa
- 1920. 7.º de la clasificación general y vencedor de 2 etapas
- 1921.Abandona (2.ª etapa)
- 1922. 9.º de la clasificación general
- 1923. Abandona (3.ª etapa)
- Palmarés de Jean Rossius (enlace roto disponible en Internet Archive; véase el historial, la primera versión y la última).

- Datos: Q248028
- Multimedia: Jean Rossius / Q248028